# 京东方
京东方科技集团股份有限公司（Boe Technology Group Co., Ltd.，深交所：000725/200725，简称：京东方A/京东方B），简称京东方，是中国大陆的一家上市股份有限公司。核心事业包括显示和传感器、智慧系统和健康服务。其总部位于北京市亦庄经济技术开发区内。

## 历史
1951年，中央军委总参谋部通讯部部长兼电信工业局局长王诤向中华人民共和国中央人民政府政务院总理周恩来建议建设无线电元件厂和电子管厂；10月29日获得批准。北京电子管厂成立于第一个五年计划期间，是苏联援建的156项重点工程之一。
1954年6月到1956年7月，工厂在北京市朝阳区酒仙桥地区建设。此地区一同建设了华北无线电器材联合厂（718厂）和北京有线电厂（738厂），后来还陆续建成华北光电研究所、北京真空电子研究所、北京东光电工厂等骨干厂和科研机构，形成了北京电子工业区。工厂投资人民幣1.0282亿元，约占当时电子工业总投资的五分之一。
1956年10月15日，开工典礼举行，李富春等领导出席了典礼。
1993年4月9日，经北京市经济体制改革办公室批准，设立京东方科技集团股份有限公司，形式为定向募集股份有限公司。
1997年5月，京东方在深圳证券交易所成功发行B股上市交易。股票交易名称和代码为京东方B（200725）。
2001年，京东方在深圳证券交易所发行A股上市交易。股票交易名称和代码为京东方A（000725）。
2003年2月，京东方以3.8亿美元的价格，收购韩国现代显示技术株式会社(HYDIS)的TFT-LCD(薄膜晶体管液晶显示器件)业务。
2016年，中共中央总书记习近平考察重庆京东方光电科技有限公司。
2018年第一季度，京东方智能手机液晶显示屏、平板电脑显示屏、笔记本电脑显示屏、显示器显示屏、电视显示屏出货量全球第一。並與三星達成交換合作，取得AMOLED技術轉移，開始進軍小尺寸LED領域。
2021年12月21日，京东方对外发布中国半导体显示领域的首个技术品牌。

## 公司厂房和子公司

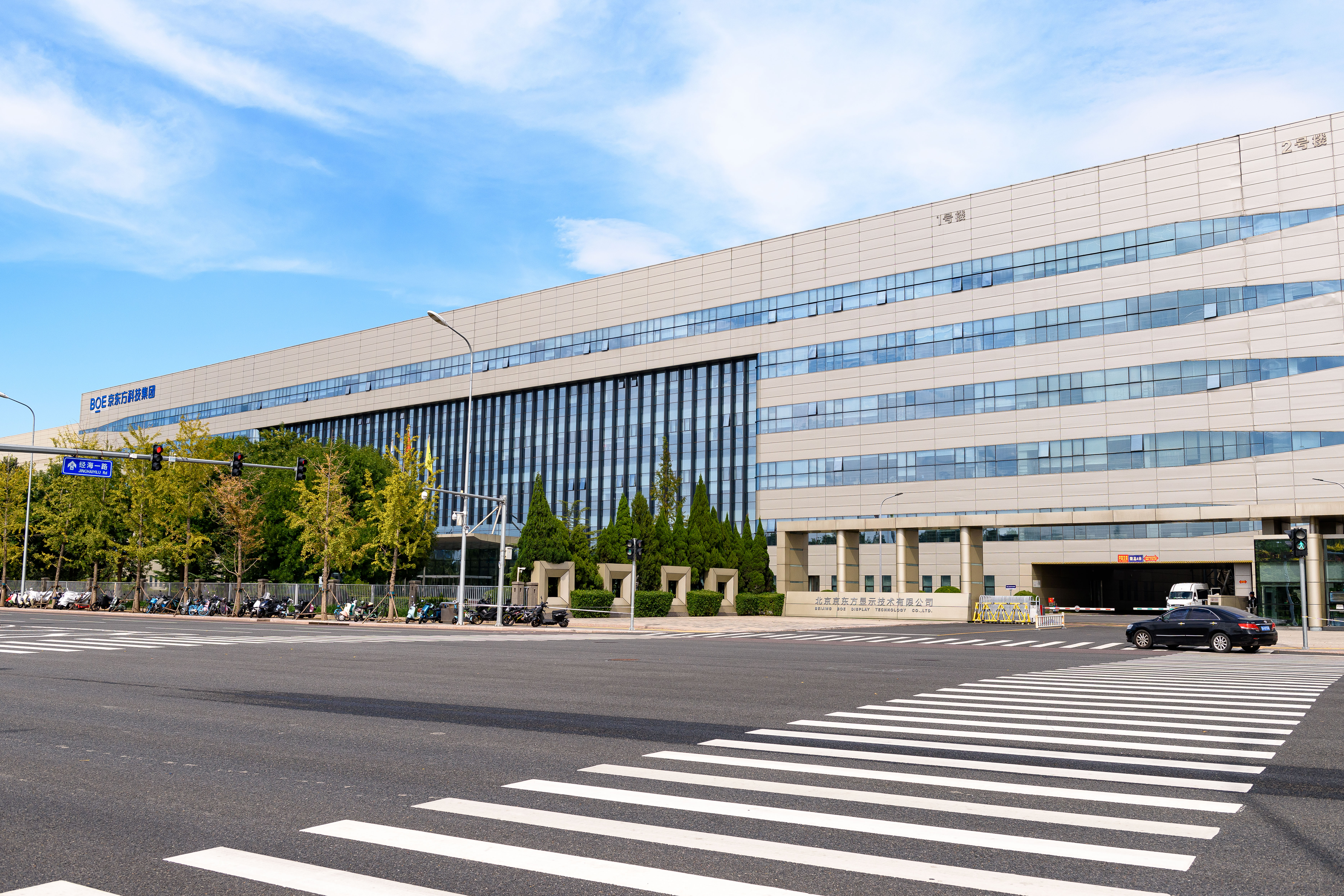
京东方经海一路厂房，挂牌为“北京京东方显示技术有限公司”

京东方公司的制造基地位于北京、合肥(B9)、成都、重庆(B4)、福州(B10)、绵阳、武汉、昆明、苏州、鄂尔多斯、固安等地。
公司在美国、加拿大、德国、英国、法国、瑞士、日本、韩国、新加坡、印度、俄罗斯、巴西、阿联酋等20个国家设有子公司。

## 数字医院
合肥京东方医院
北京明德医院
成都京东方医院
苏州京东方医院
北京京东方医院（筹）